# Wilhelm Tell (1923)
Wilhelm Tell ist ein deutscher Stummfilm aus dem Jahre 1923 mit Conrad Veidt als Landvogt Gessler und Hans Marr in der Titelrolle.

## Handlung
Kaiser Albrecht lässt mit harter Hand die unruhigen Provinzen im Westen des Habsburgerreichs unterdrücken und entsendet dazu drei seiner Vertrauten, die Präfekte Wolfenschiessen, Landenberger und Gessler. Die Landvögte erhalten sämtliche Freiheiten und sollen zum Wohle des Reichs das Land ausbeuten und hohe Steuern eintreiben. Doch dagegen beginnt sich Widerstand zu regen. Der wohlhabende Attinghausen entsendet seinen Neffen Ulrich von Rudenz, um mit dem kaiserlichen Kanzler zu sprechen, Heinrich von Melchthal opponiert gegen die Steuereintreiber und verweigert das geforderte Mehr an Zahlungen. Noch am selben Tag greifen sich die Steuerknechte des Kaisers Melchthals Sohn Arnold. Doch dem gelingt es, zu fliehen, woraufhin der zurückgelassene Ochse und der von ihm gezogene Pflug konfisziert werden. Der ausgezeichnete Bogenschütze Wilhelm Tell und seine Ehefrau Hedwig sind von diesen Geschehnissen zu Beginn noch unberührt. Die Dinge beginnen sich dramatisch zu verändern, als der Präfekt Wolfenschiessen bei Frau Baumgarten Halt macht und etwas zu trinken verlangt. Von ihrer Schönheit entzückt, bedrängt er sie. Armgards Gatte Konrad Baumgarten erscheint mit der Axt in der Hand und schlägt wie besessen auf den Mann ein, der seine Frau vergewaltigen wollte.
Die Kunde des Todes eines Kollegen dringt zu Gessler, einem harten Verteidiger kaiserlicher Ansprüche und Rechte. Währenddessen flieht Baumgarten mit Hilfe von Tell vor den kaiserlichen Häschern bei einem schweren Sturm über den See. Gessler hält derweil Einkehr bei der schönen Bertha von Bruneck, einer verwitweten Dame von Stande, die ihn sehr interessiert. In Ulrich von Rudenz hat er einen ernst zu nehmenden Konkurrenten um die Gunst der reichen Erbin. Währenddessen will Landvogt Landenberger den Widerstand der Eidgenossen mit aller Macht brechen. Verärgert über die Sturheit des standfesten Heinrich von Melchthal und darüber, dass dessen flüchtiger Sohn noch immer nicht gefasst werden konnte, will er an Heinrich ein Exempel statuieren. Er lässt den alten Mann blenden und dessen Gehöft niederbrennen. Daraufhin beginnen die Eidgenossen stärker zusammenzurücken. Heinrichs Nachbarin Gertrud Stauffacher nimmt den nunmehr erblindeten Melchthal bei sich und ihrem Mann auf. Für diesen Akt christlicher Nächstenliebe wird sie von kaiserlichen Soldaten heftig beschimpft und von einem von ihnen in einem Handgemenge getötet. Als kurz darauf die Soldaten wieder abrücken, kehrt ihr Mann Werner Stauffacher zurück und sieht seine tote Frau vor sich liegen.
Nun treffen sich die Anführer der kaiserlichen Westprovinzen und man entscheidet sich zum militärischen Aufstand. Gessler versucht derweil, den Respekt der Bevölkerung gegenüber den Landvögten zu erzwingen. Er lässt einen Vogts-Hut auf einer Stange montieren und ordnet an, dass fortan jeder Schweizer sich vor dem Hut verbeugen und ihn grüßen solle, so als wenn er höchstselbst unter diesem Hut stecken würde. Als Wilhelm Tell sich dieser Zumutung verweigert, lässt er dessen Sohn Walter sich zur Stange begeben und setzt ihm einen Apfel auf den Kopf. Wenn der Vater, so erklärt Landvogt Gessler, mit der Armbrust seinem Jungen den Apfel vom Kopf herunterschießen würde, bekäme er von ihm, Gessler, das Leben und die Freiheit geschenkt. Tatsächlich gelingt dem Meisterschützen das Kunststück. Doch als er Gessler erklärt, dass er einen zweiten Pfeil für ihn reserviert hatte, für den Fall, dass er seinen Sohn verfehlt hätte, lässt Gessler Tell sofort verhaften und einkerkern.
Um bei der Witwe Bruneck voranzukommen, lässt Gessler seinen ärgsten Konkurrenten Ulrich von Rudenz verhaften und zu Tell in den Kerker werfen. Dort, so macht Gessler ihm klar, werde er solange schmachten, bis sich die Witwe Bertha dazu entschließen würde, ihn zu heiraten. Nolens volens lässt sich Bertha von Bruneck darauf ein, um Ulrichs Freiheit zu erlangen. Tatsächlich wird dieser wieder auf freien Fuß gesetzt und flieht auf den Besitz seines Onkels Attinghausen. Auf Anordnung Gesslers soll Tell zum Kaiser verbracht werden, dass dieser entscheiden möge, was mit diesem Anführer der Aufrührer geschehe. Wieder geht es mit dem Boot über den See, und wieder kommt ein schwerer Sturm auf, der das Schiff fast zum Kentern bringt. Tell, ein erfahrener Bootslenker, wird von den Fesseln befreit, damit er das Schiffchen vor dem Untergang bewahre. Am Ufer angelandet, gelingt ihm die Flucht vor seinen Wachen. Wütend trommelt Gessler seine Männer zusammen, um Tells wieder habhaft zu werden. Der aber hat sich auf die Lauer gelegt und erschießt den Landvogt mit dem Pfeil, den er einst für ihn beim Apfelschuss reserviert hatte. Dies ist das lang ersehnte Signal für die Schweizer, ihr Land endgültig von der Herrschaft der Habsburger zu befreien.

## Produktionsnotizen
Wilhelm Tell entstand im Frühling 1923 und passierte am 22. Juni 1923 die Filmzensur. Der Siebenakter mit einer Länge von 2885 Metern wurde für die Jugend freigegeben und am 11. November 1924 mit dem Prädikat „volksbildend“ ausgestattet. Anschließend diente Wilhelm Tell als Lehrfilm an Schulen. Die feierliche Uraufführung fand am 23. August 1923 an Berlins Marmorhaus statt.
Regisseur Walther-Fein hatte auch die Produktionsleitung. Die Bauten und Kostüme wurden von Ernst Stern entworfen und von Rudi Feld ausgeführt. Felds Bruder Fritz Feld fungierte als Aufnahmeleiter, Co-Regisseur Rudolf Dworsky hatte die künstlerische Oberleitung.

## Kritiken
„…ein äußerst interessanter Film, gut gemacht, klasse inszeniert und extrem gut geschnitten… (…) …der Tell-Charakter ist bezwingend in seiner Statur, noch dazu von einem Schauspieler der ersten Garnitur. Es gibt eine Menge guter Schauspieler und Schauspielerinnen in diesem Film. (…) Dieser Film hat in seiner Herstellung einiges gekostet und es spricht alles für ihn...“

Oskar Kalbus’ Vom Werden deutscher Filmkunst schrieb: „Die Verfilmung von „Wilhelm Tell“ (1923) im Anschluss an das filmische Vorbild ist fehlgeschlagen …, weil die bildmäßigen Höhepunkte des Dichterwerks (Rütlischwur, Apfelschuß und Tellsprung) der Liebesgeschichte zwischen Rudenz und Bertha von Bruneck völlig untergeordnet sind.“
In Hervé Dumonts Die Geschichte des Schweizer Films heißt es: „Von April bis Mai 1923 verursacht … die Berliner Aafa … mit ihrem Wilhelm Tell einigen Aufruhr in der … Schweizer Presse. Dabei gibt es nichts zu bemäkeln: das Thema ist von Mitarbeitern von Max Reinhardt … mit einer Sorgfalt bearbeitet worden, die Respekt verlangt. Tell und Gessler werden gar so überzeugend verkörpert, dass die Schauspieler Hans Marr und Conrad Veidt dieselben Rollen im deutsch-schweizerischen Wilhelm Tell von 1933 wieder innehaben werden.“